# كاشف محرر للكهرباء

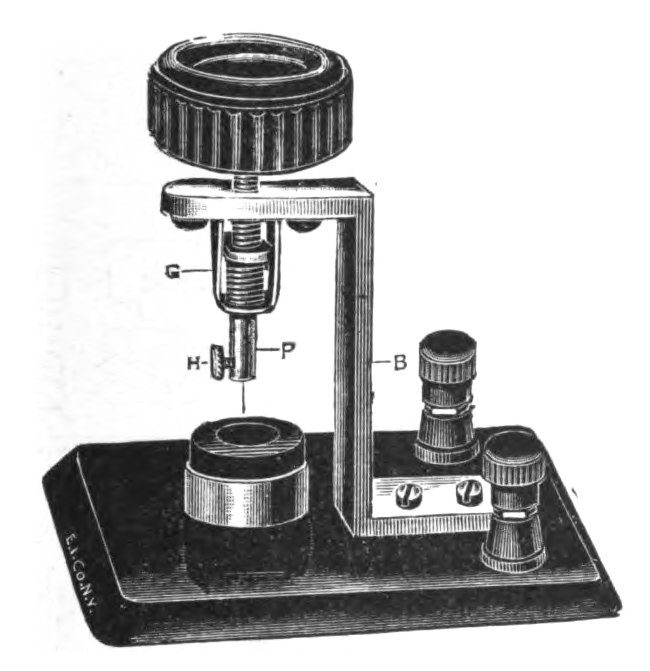
صور لكاشف محرر للكهرباء

يُستخدم الكاشف الإلكتروليتي أو الكاشف المحرر للكهرباء في أجهزة استقبال الراديو المبكّرة. استخدمه الباحث الإذاعي الكندي ريجينالد فيسندين لأول مرة في عام 1903، واستُخدم حتى حوالي عام 1913، وبعد ذلك تم استبداله بأجهزة الكشف عن الكريستال وأجهزة الكشف عن الأنابيب المفرغة مثل صمام فليمنغ وأوديون (الصمام الثلاثي). تم اعتباره حساسًا وموثوقًا للغاية مقارنة بأجهزة الكشف الأخرى المتوفرة في ذلك الوقت مثل الكاشف المغناطيسي والمتماسك. كان من أوائل أجهزة الكشف التي تم تصحيحها، والتي كانت قادرة على استقبال تضمين المطال (إرسالات آي إم الصوتية). في 24 ديسمبر 1906، تلقت السفن البحرية الأمريكية المزودة بمستقبلات راديو مجهزة بأجهزة الكشف عن التحليل الكهربائي في فيسندين أول بث إذاعي من نوع تضمين المطال من جهاز إرسال برانت روك بولاية ماساتشوستس في فيسندين، تألَّف من برنامج معيّن.

## التاريخ
يُعتبر فيسندين أكثر من أي شخص آخر هو المسؤول عن تطوير الإرسال اللاسلكي لتعديل السعة (AM) حوالي عام 1900. أثناء العمل على تطوير أجهزة إرسال اللاسلكي، أدرك أن كاشفات الموجات الراديوية المستخدمة في مستقبلات الراديو الحالية ليست مناسبة لاستقبال إشارات اللاسلكي. المرسلات الراديوية في ذلك الوقت ترسل المعلومات عن طريق الإبراق الراديوي؛ تم تشغيل جهاز الإرسال وإيقاف تشغيله بواسطة المشغل باستخدام مفتاح يسمى مفتاح التلغراف ينتج نبضات من موجات الراديو، لنقل البيانات النصية باستخدام شفرة مورس. وبالتالي، لم يكن على أجهزة الاستقبال استخراج إشارة صوتية من إشارة الراديو، ولكنها اكتشفت فقط وجود أو عدم وجود تردد لاسلكي لإنتاج «نقرات» في سماعة الأذن التي تمثل نبضات شفرة مورس. الجهاز الذي فعل هذا كان يسمى «كاشف». الكاشف المستخدم في أجهزة الاستقبال في ذلك اليوم، المسمى كورير، يعمل ببساطة كمفتاح، يقوم بإجراء التيار في وجود موجات الراديو، وبالتالي لم يكن لديه القدرة على إزالة أو استخراج الإشارة الصوتية من راديو معدل السعة.
إن أبسط طريقة لاستخراج شكل الموجة الصوتية من إشارة اللاسلكي هي تصحيحها عبر إزالة التذبذبات على جانب واحد من الموجة، وتحويلها من تيار متردد إلى تيار مباشر متغير. الاختلافات في سعة الموجة الراديوية التي تمثل شكل الموجة الصوتية ستسبب تغيرات في التيار، وبالتالي يمكن تحويلها إلى صوت بواسطة سماعة أذن. للقيام بذلك ، يلزم وجود مقوم، وهو مكون كهربائي يقوم بتوصيل التيار الكهربائي في اتجاه واحد فقط ويمنع التيار في الاتجاه المعاكس. كان معروفًا في ذلك الوقت أن تمرير التيار عبر محاليل الإلكتروليت مثل الأحماض يمكن أن يكون له خاصية التوصيل الأحادي الجانب.
في عام 1902 طور فيسندين ما أسماه كاشف باريتر (بالإنجليزية: Barretter)‏ الذي من شأنه تصحيح إشارة اللاسلكي، لكنه لم يكن حساسًا للغاية. استخدم المقايض سلكًا بلاتينيًا ناعمًا، يسمى سلك ولاستون، يتم تصنيعه كقلب بلاتيني في غلاف فضي يجب تجريده من الحمض. في عملية تجريد بعض أسلاك ولاستون، تركها فيسندين مغمورة في الحمض لفترة طويلة جدًا، مما أدى إلى تآكل معظم السلك حتى بقي طرف فقط على اتصال بالمحلول؛ وأشار إلى أنها تستجيب بشكل جيد للإشارات اللاسلكية التي يتم إنشاؤها في مكان قريب، ويمكن استخدامها كنوع جديد من أجهزة الكشف.
كانت هذه القصة محل نزاع في ذلك الوقت، مع الفضل في الاكتشاف أيضًا لمايكل إ. بوبين، دبليو شلويميلش، هوغو غيرنسباك وآخرين. ومع ذلك، فمن الواضح أن فيسندين كان أول من استخدم الجهاز عمليًا.

## الوصف
يعتمد عمل هذا الكاشف على حقيقة أن طرف السلك البلاتيني الذي يبلغ قطره بضع مئات من الألف من البوصة فقط مغمور في محلول إلكتروليت ، ويتم تطبيق انحياز جهد تيار مستمر صغير على الخلية التي تشكلت بهذه الطريقة. يستخدم البلاتين لأن المعادن الأخرى تذوب بسرعة كبيرة في الحمض. يحلل تيار التحيز المطبق المحلول عن طريق التحليل الكهربائي إلى فقاعات غاز صغيرة تتشبث بالنقطة المعدنية التي تعزل الطرف المعدني عن المحلول وبالتالي تقلل تيار التحيز. يمكن أن يتدفق تيار التردد اللاسلكي الوارد بشكل أفضل في الاتجاه عبر النقطة التي تجعل النقطة أكثر سلبية. يعيد تجميع الغازات ويزيد من نقطة التعرض للسائل. إن تدفق تيار التردد اللاسلكي في الاتجاه الذي يجعل النقطة أكثر إيجابية يعزز فقط المقاومة من الانسداد الغازي للنقطة. نتائج الاكتشاف من هذا التدفق غير المتكافئ.
في الاستخدام العملي، تتكون دائرة متسلسلة من الكاشف وسماعات الرأس وبطارية بمقياس جهد. يتم جعل السلك موجبًا، ويتم تطبيق الإشارة المراد إزالتها مباشرة عليه؛ كوب بلاتيني صغير (حوالي 5 مل) مملوء إما بحمض الكبريتيك أو حامض النيتريك يكمل دائرة سماعة الرأس، ويتصل أيضًا بالأرض لإكمال دائرة الإشارة. لضبط الخلية، يتم غمس نقطة قطب السلك في الإلكتروليت ويتم ضبط مقياس الجهد حتى تسمع ضوضاء الهسهسة في سماعات الرأس. يتم بعد ذلك تحريك إعداد مقياس الجهد لتقليل التيار حتى تتوقف الضوضاء، وعند هذه النقطة يكون الكاشف في حالته الأكثر حساسية. لقد وجد أن ضوضاء الغلاف الجوي القوية ستجعله غير حساس، مما يتطلب إعادة انحياز الجهاز بعد كل انفجار قوي من التداخل الساكن.

## كاشف النقطة المختومة
شكل آخر من أشكال الكاشف الإلكتروليتي، وهو كاشف التحليل الكهربائي المختوم، والذي يمكن أن يتحمل استخدامًا تقريبيًا، كان يُعرف تجاريًا باسم كاشف راديوسون. كانت العملية هي نفسها كما في كاشف التحليل الكهربائي ذي النقطة المجردة، والميزة هي أن الحمض محكم الإغلاق، وبالتالي لا يمكن أن ينسكب أو يتبخر.

## روابط خارجية
- تاريخ الراديو في الولايات المتحدة الأمريكيّة